# Општина Уамантла (Тласкала)
Уамантла (шп. Huamantla) општина је у Мексику у савезној држави Тласкала. Општина се налази на надморској висини од 2497 м.

## Становништво
Према подацима из 2010. у општини је живело 84979 становника.

### Хронологија
| Година       | 2000                  | 2005                  | 2010                  |
| ------------ | --------------------- | --------------------- | --------------------- |
| Становништво | 66561 (32492 / 34069) | 77076 (37655 / 39421) | 84979 (41296 / 43683) |

### Попис
| \| \| м \| \| \| ж \| \| 0—2 \| 2.837 \| \| \| 2.697 \| \| 3—5 \| 3.021 \| \| \| 2.795 \| \| 6—11 \| 5.801 \| \| \| 5.735 \| \| 12—14 \| 2.653 \| \| \| 2.557 \| \| 15—17 \| 2.728 \| \| \| 2.600 \| \| 18—24 \| 5.515 \| \| \| 5.773 \| \| 60+ \| 2.762 \| \| \| 3.321 \| \| Просек : \| 26,5 \| \| \| 28,0 \| |       |  |  |       |
| |       |  |  |       |
| | м     |  |  | ж     |
| 0—2 | 2.837 |  |  | 2.697 |
| 3—5 | 3.021 |  |  | 2.795 |
| 6—11 | 5.801 |  |  | 5.735 |
| 12—14 | 2.653 |  |  | 2.557 |
| 15—17 | 2.728 |  |  | 2.600 |
| 18—24 | 5.515 |  |  | 5.773 |
| 60+ | 2.762 |  |  | 3.321 |
| Просек : | 26,5  |  |  | 28,0  |

| #   | Индикатор                                                                                        | Вредност |
| --- | ------------------------------------------------------------------------------------------------ | -------- |
| 1   | Становништво од 0 до 2 године                                                                    | 5534     |
| 2   | Мушко становништво од 0 до 2 године                                                              | 2837     |
| 3   | Женско становништво од 0 до 2 године                                                             | 2697     |
| 4   | Становништво са 3 и више година                                                                  | 79334    |
| 5   | Мушко становништво са 3 и више година                                                            | 38405    |
| 6   | Женско становништво са 3 и више година                                                           | 40929    |
| 7   | Становништво са 5 и више година                                                                  | 75414    |
| 8   | Мушко становништво са 5 и више година                                                            | 36352    |
| 9   | Женско становништво са 5 и више година                                                           | 39062    |
| 10  | Становништво са 12 и више година                                                                 | 61982    |
| 11  | Мушко становништво са 12 и више година                                                           | 29583    |
| 12  | Женско становништво са 12 и више година                                                          | 32399    |
| 13  | Становништво са 15 и више година                                                                 | 56772    |
| 14  | Мушко становништво са 15 и више година                                                           | 26930    |
| 15  | Женско становништво са 15 и више година                                                          | 29842    |
| 16  | Становништво са 18 и више година                                                                 | 51444    |
| 17  | Мушко становништво са 18 и више година                                                           | 24202    |
| 18  | Женско становништво са 18 и више година                                                          | 27242    |
| 19  | Становништво од 3 до 5 година                                                                    | 5816     |
| 20  | Мушко становништво од 3 до 5 година                                                              | 3021     |
| 21  | Женско становништво од 3 до 5 година                                                             | 2795     |
| 22  | Становништво од 6 до 11 година                                                                   | 11536    |
| 23  | Мушко становништво од 6 до 11 година                                                             | 5801     |
| 24  | Женско становништво од 6 до 11 година                                                            | 5735     |
| 25  | Становништво од 8 до 14 година                                                                   | 12771    |
| 26  | Мушко становништво од 8 до 14 година                                                             | 6448     |
| 27  | Женско становништво од 8 до 14 година                                                            | 6323     |
| 28  | Становништво од 12 до 14 година                                                                  | 5210     |
| 29  | Мушко становништво од 12 до 14 година                                                            | 2653     |
| 30  | Женско становништво од 12 до 14 година                                                           | 2557     |
| 31  | Становништво од 15 до 17 година                                                                  | 5328     |
| 32  | Мушко становништво од 15 до 17 година                                                            | 2728     |
| 33  | Женско становништво од 15 до 17 година                                                           | 2600     |
| 34  | Становништво од 18 до 24 године                                                                  | 11288    |
| 35  | Мушко становништво од 18 до 24 године                                                            | 5515     |
| 36  | Женско становништво од 18 до 24 године                                                           | 5773     |
| 37  | Женско становништво од 15 до 49 година                                                           | 23615    |
| 38  | Становништво са 60 и више година                                                                 | 6083     |
| 39  | Мушко становништво са 60 и више година                                                           | 2762     |
| 40  | Женско становништво са 60 и више година                                                          | 3321     |
| 41  | Однос између мушкараца и жена                                                                    | 94.54    |
| 42  | Становништво од нуле до 14 година                                                                | 28096    |
| 43  | Становништво од 15 до 64 године                                                                  | 52447    |
| 44  | Становништво од 65 година и више                                                                 | 4325     |
| 45  | Просечан број деце                                                                               | 2.52     |
| 46  | Становништво рођено у ентитету                                                                   | 75843    |
| 47  | Мушко становништво рођено у ентитету                                                             | 37343    |
| 48  | Женско становништво рођено у ентитету                                                            | 38500    |
| 49  | Становништво рођено у другом ентитету                                                            | 8840     |
| 50  | Мушко становништво рођено у другом ентитету                                                      | 3808     |
| 51  | Женско становништво рођено у другом ентитету                                                     | 5032     |
| 52  | Становништво од 5 година и више резидентно у ентитету у јуну 2005. године                        | 72605    |
| 53  | Мушко становништво старосног доба од 5 година и више, резидентно у ентитету у јуну 2005. године  | 34936    |
| 54  | Женско становништво старосног доба од 5 и више година, резидентно у ентитету у јуну 2005. године | 37669    |
| 55  | Становништво од 5 година и више које је живело у другом ентитету у јуну 2005. године             | 2237     |
| 56  | Мушко становништво старије од 5 година које је живело у другом ентитету у јуну 2005. године      | 1091     |
| 57  | Женско становништво старије од 5 година које је живело у другом ентитету у јуну 2005. године     | 1146     |
| 58  | Становништво од 3 године и више које говори аутохтони језик                                      | 281      |
| 59  | Мушко становништво старо 3 године и више које говори аутохтони језик                             | 132      |
| 60  | Женско становништво старо 3 године и више које говори аутохтони језик                            | 149      |
| 61  | Становништво од 3 године и више које говори аутохтони језик и не говори шпански језик            | 0        |
| 62  | Мушко становништво старо 3 године и више које говори аутохтони језик и не говори шпански         | 0        |
| 63  | Женско становништво старо 3 године и више које говори аутохтони језик и не говори шпански језик  | 0        |
| 64  | Становништво старо 3 године и више које говори аутохтони језик и шпански                         | 215      |
| 65  | Мушко становништво старо 3 године и више које говори аутохтони језик и шпански                   | 96       |
| 66  | Женско становништво старо 3 године и више које говори аутохтони језик и шпански                  | 119      |
| 67  | Становништво од 5 година и више које говори аутохтони језик                                      | 275      |
| 68  | Становништво од 5 година и више које говори аутохтони језик и не говори шпански језик            | 0        |
| 69  | Становништво од 5 година и више које говори аутохтони језик и говори шпански језик               | 212      |
| 70  | Становништво у домородачким домаћинствима                                                        | 760      |
| 71  | Становништво са ограничењима у активностима                                                      | 3297     |
| 72  | Становништво са ограниченим ходањем или кретањем, горе или доле                                  | 1671     |
| 73  | Становници са ограничењима вида, чак и уз кориштење сочива                                       | 963      |
| 74  | Становништво са ограничењима говора, комуникације или конверзације                               | 389      |
| 75  | Становништво са ограниченим слухом                                                               | 374      |
| 76  | Становништво са ограничењима при одевању, купању или јелу                                        | 248      |
| 77  | Становништво са ограничењима у опажању или учењу једноставних ствари                             | 216      |
| 78  | Становништво са менталним ограничењима                                                           | 275      |
| 79  | Становништво без ограничења активности                                                           | 81338    |
| 80  | Становништво од 3 до 5 година које не похађа школу                                               | 2874     |
| 81  | Мушко становништво од 3 до 5 година које не похађа школу                                         | 1481     |
| 82  | Женско становништво од 3 до 5 година које не похађа школу                                        | 1393     |
| 83  | Становништво од 6 до 11 година које не похађа школу                                              | 216      |
| 84  | Мушко становништво од 6 до 11 година које не похађа школу                                        | 122      |
| 85  | Женско становништво од 6 до 11 година које не похађа школу                                       | 94       |
| 86  | Становништво од 12 до 14 година које не похађа школу                                             | 496      |
| 87  | Мушко становништво од 12 до 14 година које не похађа школу                                       | 295      |
| 88  | Женско становништво од 12 до 14 година које не похађа школу                                      | 201      |
| 89  | Становништво од 15 до 17 година похађа школу                                                     | 3198     |
| 90  | Мушко становништво од 15 до 17 година похађа школу                                               | 1590     |
| 91  | Женско становништво између 15 и 17 година живота у школи                                         | 1608     |
| 92  | Становништво од 18 до 24 године похађа школу                                                     | 2301     |
| 93  | Мушко становништво од 18 до 24 године похађа школу                                               | 1120     |
| 94  | Женско становништво од 18 до 24 године похађа школу                                              | 1181     |
| 95  | Становништво од 8 до 14 година које не може да чита и пише                                       | 346      |
| 96  | Мушко становништво старосног доба од 8 до 14 година које не може да чита и пише                  | 215      |
| 97  | Женско становништво старосног доби од 8 до 14 година које не може да чита и пише                 | 131      |
| 98  | Становништво од 15 година и више које је неписмено                                               | 3710     |
| 99  | Мушко становништво од 15 година и више које је неписмено                                         | 1234     |
| 100 | Женско становништво од 15 година и више које је неписмено                                        | 2476     |
| 101 | Становништво старо 15 и више година без школовања                                                | 3331     |
| 102 | Мушко становништво старо 15 и више година без школовања                                          | 1198     |
| 103 | Женско становништво старо 15 и више година без школовања                                         | 2133     |
| 104 | Становништво старосног доба 15 и више година са непотпуним основним образовањем                  | 7509     |
| 105 | Мушко становништво старосног доба од 15 година и више са непотпуном основним образовањем         | 3450     |
| 106 | Женско становништво старосног доба 15 и више година са непотпуном основним образовањем           | 4059     |
| 107 | Становништво старо 15 и више година са комплетним основним образовањем                           | 11633    |
| 108 | Мушко становништво старо 15 година и више са комплетним основним образовањем                     | 5419     |
| 109 | Женско становништво старо 15 и више година са комплетним основним образовањем                    | 6214     |
| 110 | Становништво старосног доба 15 и више година са непотпуним средњим образовањем                   | 3429     |
| 111 | Мушко становништво старосног доба од 15 година и више са непотпуним средњим образовањем          | 1938     |
| 112 | Женско становништво старосног доба од 15 година и више са непотпуним средњим образовањем         | 1491     |
| 113 | Становништво старо 15 и више година са пуним секундарном образовањем                             | 14614    |
| 114 | Мушко становништво старосног доба од 15 година и више са пуним секундарном образовањем           | 7243     |
| 115 | Женско становништво старосног доба од 15 година и више са пуним секундарном образовањем          | 7371     |
| 116 | Становништво старије од 18 година са постосновним образовањем                                    | 14889    |
| 117 | Мушко становништво старије од 18 година са постосновним образовањем                              | 7079     |
| 118 | Женско становништво старије од 18 година са постосновним образовањем                             | 7810     |
| 119 | Просечна оцена школовања                                                                         | 8.14     |
| 120 | Просечан ниво образовања мушке популације                                                        | 8.3      |
| 121 | Просечан ниво образовања женског становништва                                                    | 7.99     |
| 122 | Економски активно становништво                                                                   | 32697    |
| 123 | Економски активна мушка популација                                                               | 22737    |
| 124 | Економски активна женска популација                                                              | 9960     |
| 125 | Становништво које није економски активно                                                         | 29048    |
| 126 | Мушко становништво које није економски активно                                                   | 6722     |
| 127 | Женско становништво које није економски активно                                                  | 22326    |
| 128 | Запослено становништво                                                                           | 30340    |
| 129 | Запослено мушко становништво                                                                     | 20812    |
| 130 | Запослено женско становништво                                                                    | 9528     |
| 131 | Незапослена популација                                                                           | 2357     |
| 132 | Незапослена мушка популација                                                                     | 1925     |
| 133 | Незапослена женска популација                                                                    | 432      |
| 134 | Становништво без права на здравствене услуге                                                     | 29708    |
| 135 | Становништво које има право на здравствене услуге                                                | 55049    |
| 136 | Становништво које има право на ИМСС                                                              | 11688    |
| 137 | Становништво које има право на социјално осигурање                                               | 3327     |
| 138 | Становништво које има право на државно социјално осигурање                                       | 257      |
| 139 | Становништво које има право на опште осигурање или здравствено осигурање за нову генерацију      | 39026    |
| 140 | Становништво које је било једном или није било у браку током 12 година и више                    | 21508    |
| 141 | Венчано или уједињено становништво од 12 година и више                                           | 35240    |
| 142 | Становништво које је било у браку или уједињено 12 година и више                                 | 5127     |
| 143 | Становништво са католичком религијом                                                             | 79721    |
| 144 | Протестанти, еванђелисти и библијски следбеници различити од еванђелиста                         | 3905     |
| 145 | Становништво са другим религијама различитим од претходних                                       | 47       |
| 146 | Становништво без религије                                                                        | 500      |
| 147 | Укупно пописаних домаћинства                                                                     | 18960    |
| 148 | Пописна домаћинства на челу са мушкарцима                                                        | 14736    |
| 149 | Пописна домаћинства на челу са женама                                                            | 4224     |
| 150 | Становништво у пописним домаћинствима                                                            | 84818    |
| 151 | Становништво у пописним домаћинствима на челу са мушкарцима                                      | 68252    |
| 152 | Становништво у пописним домаћинствима на челу са женама                                          | 16566    |
| 153 | Укупно домаћинстава                                                                              | 22687    |
| 154 | Укупно насељених домаћинстава                                                                    | 18997    |
| 155 | Укупно приватних кућа                                                                            | 22650    |
| 156 | Насељени приватни домови                                                                         | 18960    |
| 157 | Укупно насељених приватних кућа                                                                  | 18991    |
| 158 | Ненасељене приватне куће                                                                         | 2705     |
| 159 | Појединачна домаћинства за привремену употребу                                                   | 985      |
| 160 | Становници у насељеним приватним кућама                                                          | 84818    |
| 161 | Насељеност станара у приватним становима                                                         | 4.47     |
| 162 | Просечно становника по соби у приватним насељеним домаћинствима                                  | 1.3      |
| 163 | Појединачна домаћинства са подовима од различитих материјала од земље                            | 18391    |
| 164 | Појединачна домаћинства у приземљу                                                               | 504      |
| 165 | Појединачна домаћинства са једном спаваћом собом                                                 | 7156     |
| 166 | Појединачна домаћинства са две спаваће собе и више                                               | 11758    |
| 167 | Појединачна домаћинства са једним собом                                                          | 1715     |
| 168 | Појединачна домаћинства са две собе                                                              | 3928     |
| 169 | Појединачна домаћинства са 3 собе и више                                                         | 13242    |
| 170 | Појединачна домаћинства која имају електрично светло                                             | 18663    |
| 171 | Појединачна домаћинства која немају електрично светло                                            | 225      |
| 172 | Појединачна домаћинства која имају водоводну воду у стамбеном простору                           | 18369    |
| 173 | Појединачна домаћинства која немају водоводну воду у стамбеном простору                          | 515      |
| 174 | Појединачна домаћинства која имају тоалет                                                        | 18281    |
| 175 | Појединачна домаћинства која имају канализацију                                                  | 18014    |
| 176 | Појединачна домаћинства која немају канализацију                                                 | 880      |
| 177 | Појединачна домаћинства која имају електрично светло, довод воде из јавне мреже и канализацију   | 17558    |
| 178 | Појединачна домаћинства без икаквих услова                                                       | 405      |
| 179 | Појединачна домаћинства која имају радио                                                         | 14931    |
| 180 | Појединачна домаћинства која имају телевизор                                                     | 17873    |
| 181 | Појединачна домаћинства која имају фрижидер                                                      | 10482    |
| 182 | Појединачна домаћинства која имају машину за веш                                                 | 7931     |
| 183 | Појединачна домаћинства која имају аутомобил или комби                                           | 5110     |
| 184 | Појединачна домаћинства која имају рачунар                                                       | 2573     |
| 185 | Појединачна домаћинства која имају фиксну телефонску линију                                      | 3488     |
| 186 | Појединачна домаћинства која имају мобилни телефон                                               | 10657    |
| 187 | Појединачна домаћинства која имају приступ интернету                                             | 1594     |